# Ash-Shoulla FC
Ash-Shoulla Football Club nebo také Ash-Shoalah (arabsky: نادي الشعلة السعودي) je saúdskoarabský fotbalový klub z města Al Kharj, který byl založen roku 1963. V současné době hraje druhou nejvyšší saúdskoarabskou ligu Saudi First Division. Domácí zápasy hraje na Ash-Shoalah Club Stadium s kapacitou 8000 míst.